# Eupithecia philippis
Eupithecia philippis là một loài bướm đêm trong họ Geometridae.